# Miha Kürner
Miha Kuerner, slovenski alpski smučar, * 27. februar 1987, Ljubljana.
Kürner je na svetovnem mladinskem prvenstvu leta 2007 osvojil bronasto medaljo v kombinaciji. V svetovnem pokalu je debitiral 16. novembra 2008 na slalomu v Leviju, ko je odstopil. Točke je prvič osvojil februarja 2011 v superkombinaciji v Banskem, ko je bil 19. Po dobrih štirih letih suše se je med 30 ponovno zavihtel na domačih tleh v Kranjski Gori, ko je bil na Pokalu Vitranc 29.